# 移調
移調（いちょう）とは音楽の用語で楽曲の調の主音を移行して演奏することである。例えばハ長調の曲すべての音を長2度上げることによってニ長調の曲として演奏することをいう。

## 移調楽器
一部の楽器は、譜面に記された音と実際に演奏する音が一定の音程をもってずれている。このような楽器を移調楽器と呼ぶ。例えばB♭管のトランペットで「ド」の音を鳴らすと、実際に出てくる音は「シ♭」である。移調楽器の奏者は、奏者が用いている楽器とは別の調で楽譜が書かれていることがしばしばあり（たとえば変ロ調のトランペットを使用している奏者がホ調で書かれている楽譜を演奏するなど）、目の前の楽譜を即座に別の調に移調して読んで演奏する能力が求められる。この作業は移調読みとして知られている。

## 鍵盤楽器の場合
ピアノの自然な運指には黒鍵を多用する調が有利である。ロマン派音楽でピアノ曲に嬰記号、変記号が調号に多いのはこのためである。難解な譜面で愛好家に理解されないのは困るが、演奏は簡単なほうがよいというジレンマから移調譜を作曲家が自ら用意した例も多い。（シューベルトの例）

## 声楽
基本的に移調をしないクラシック音楽において、例外的に移調が頻繁に行われるのは歌曲である。人の声は体格その他によって音域が違うために、同じ作品を調性を変えて演奏することがよく行われる。このため歌曲の楽譜は「高声用」「中声用」「低声用」などと称した多様な移調譜が出版されているほか、伴奏者には歌手にあわせ移調して演奏する能力も求められる。

## 移旋
移調と似た言葉に、移旋（いせん）があるが、これは主音の音高は変えずに旋法を変えることを指す。調性音楽において、長調を短調に、短調を長調に変化させることも移旋の一種である。旋法音楽や無調音楽など非調性音楽において「移調」と同じ概念となる言葉は「移高」である。

## 邦楽の移調
邦楽の雅楽では、かつて陰陽五行説に基づき、調には季節による禁忌があり、そのため、ある楽曲をその調にふさわしくない時期に演奏するため、移調が行なわれた。これを「渡しもの」という。ただし厳密に同じ旋律が移されるのではなく、楽器の音域的制限から、元調の曲から旋律が変形されたものが固定している。これがかえってまた喜ばれた。
近世邦楽のほとんどのジャンルは絶対音高の音楽ではないので、同じ曲でも特に歌い手の音域によって調が違うことは珍しくない。この場合三味線、箏、胡弓、琵琶（ただし薩摩琵琶、筑前琵琶）は開放弦に調の主要音を設定するので、移調に合わせ、調弦そのものをスライドさせる。たとえば、ある曲がDを主音とする調である場合、三味線の調弦は D - A - D（二上りの場合）となるが、もし同じ曲を C♯を主音とする調で演奏する場合は、調弦も C♯ - G♯ - C♯となる。また尺八や篠笛もそれに合わせて長さの異なる楽器が使われる。したがって、移調しても楽器演奏の感覚は弦、管いずれの楽器でもあまり変わらない。
またこれとは別に、原曲を異なった調弦法で演奏するために、移調的な編曲が行なわれることがある。例えば『六段の調』の三味線は「本調子」という調弦法で演奏されるのが普通だが、これを「二上り」という調弦法で演奏できる編曲がある。これは完全五度上への移調といえる。